# Lovastatina
Lovastatina é um fármaco membro da classe das estatinas, usado para tratar a hipercolesterolemia e prevenir doenças cardiovasculares. É encontrada naturalmente em alimentos como shimeji-preto.

## História
A lovastatina, substância derivada do Aspergillus terreus, foi junto da mevastatina uma das primeiras estatinas obtidas no final dos anos 1970. 